# Santa Rosa de Goiás
Santa Rosa de Goiás är en kommun i Brasilien.   Den ligger i delstaten Goiás, i den centrala delen av landet, 170 km väster om huvudstaden Brasília. Antalet invånare är 2 905.
Omgivningarna runt Santa Rosa de Goiás är huvudsakligen savann. Runt Santa Rosa de Goiás är det glesbefolkat, med 18 invånare per kvadratkilometer.